# Décès en septembre 2010
Décès
- 2006
- 2007
- 2008
- 2009
- 2010
- 2011
- 2012
- 2013
- 2014

Pour une information complémentaire, voir la page d'aide.

## Septembre 2010
| Date         | Nom                    | Activités                                                                                                 | Âge      | Source |
| ------------ | ---------------------- | --- | -------- | ------ |
| 2 septembre  | Roland Arpin           | Pédagogue, communicateur et administrateur public québécois.                                              | 76       |        |
| 2 septembre  | Jean-Michel Baron      | Ancien pilote de motocross et d'enduro français.                                                          | 56       |        |
| 2 septembre  | Jackie Sinclair        | Footballeur écossais.                                                                                     | 67       |        |
| 3 septembre  | Mike Edwards           | Musicien, membre fondateur d'Electric Light Orchestra.                                                    | 62       |        |
| 3 septembre  | José Augusto Torres    | Footballeur puis entraîneur de football portugais.                                                        | 71       |        |
| 4 septembre  | Gervais Munger         | Homme d'affaires québécois, copropriétaire des Saguenéens de Chicoutimi et du CKRS 98,3.                  | 52       |        |
| 4 septembre  | Paul Noirot            | Journaliste, écrivain et militant communiste français.                                                    | 86       |        |
| 5 septembre  | Corneille              | Peintre, graveur et sculpteur hollandais                                                                  | 88       |        |
| 5 septembre  | David Dortort          | Scénariste et producteur de cinéma américain, créateur de la série télévisée Bonanza.                     | 93       |        |
| 5 septembre  | Shoya Tomizawa         | Pilote japonais de vitesse moto.                                                                          | 19       |        |
| 6 septembre  | Guy Vignoht            | Peintre, écrivain et critique d'art français.                                                             | 78       |        |
| 7 septembre  | Claude Béchard         | Homme politique québécois.                                                                                | 41       |        |
| 7 septembre  | Clive Donner           | Réalisateur, monteur, producteur et scénariste britannique, réalisateur du film Quoi de neuf, Pussycat ?. | 84       |        |
| 8 septembre  | Jenny Alpha            | Chanteuse et comédienne française.                                                                        | 100      |        |
| 8 septembre  | E. Gail de Planque     | Physicienne nucléaire américaine.                                                                         | ?        | (en)   |
| 8 septembre  | Richard Jorif          | Écrivain français                                                                                         | 80       |        |
| 8 septembre  | Bruce Sutherland       | Pianiste, professeur de musique et compositeur américain                                                  | 84       | (en)   |
| 9 septembre  | Bent Larsen            | Joueur d'échecs danois.                                                                                   | 75       |        |
| 11 septembre | Harold Gould           | Acteur américain.                                                                                         | 86       |        |
| 11 septembre | Kevin McCarthy         | Acteur américain.                                                                                         | 96       |        |
| 12 septembre | Claude Chabrol         | Réalisateur, producteur, acteur, scénariste et dialoguiste français                                       | 80       |        |
| 12 septembre | Marc Rastoll           | Footballeur français.                                                                                     | 66       |        |
| 13 septembre | Georges Lombard        | Homme politique français, ancien sénateur du Finistère et maire de Brest                                  | 85       |        |
| 14 septembre | Mohammed Arkoun        | Intellectuel algérien, philosophe et historien de l'islam                                                 | 82       |        |
| 16 septembre | Mario Rodríguez Cobos  | Écrivain argentin                                                                                         | 72       |        |
| 16 septembre | Bernard Collas         | Homme politique belge                                                                                     | 56       |        |
| 16 septembre | Imran Farooq           | Homme politique pakistanais, membre fondateur du Mouvement Muttahida Qaumi.                               | 50       |        |
| 17 septembre | Tjeerd van Andel       | Géologue et océanologue américain                                                                         | 87       |        |
| 17 septembre | Christophe Bertrand    | Compositeur français                                                                                      | 29       |        |
| 17 septembre | René Ben Chemoul       | Catcheur français                                                                                         | 85       |        |
| 17 septembre | René Le Goff           | Président de la Ligue nationale de basketball française de 2003 à sa mort.                                | 66       |        |
| 17 septembre | Jean-Marcel Jeanneney  | Homme politique et économiste français                                                                    | 99       |        |
| 17 septembre | Robert J. White        | Neurochirurgien américain                                                                                 | 84       |        |
| 18 septembre | James Bacon            | Journaliste, éditorialiste et acteur américain.                                                           | 96       |        |
| 18 septembre | Henning Helbrandt      | Footballeur international danois.                                                                         | 75       |        |
| 18 septembre | Egon Klepsch           | Homme politique allemand et président du Parlement européen de 1992 à 1994                                | 80       |        |
| 18 septembre | Patrick Saint-Éloi     | Chanteur français et membre du groupe Kassav'                                                             | 51       |        |
| 18 septembre | Bobby Smith            | Footballeur anglais.                                                                                      | 77       |        |
| 19 septembre | Buddy Collette         | Saxophoniste ténor, flûtiste et clarinettiste de jazz américain.                                          | 89       |        |
| 19 septembre | José Antonio Labordeta | Auteur-compositeur-interprète, écrivain et homme politique espagnol.                                      | 75       |        |
| 20 septembre | Fud Leclerc            | Chanteur belge.                                                                                           | 86       |        |
| 20 septembre | Kenny McKinley         | Joueur de football américain.                                                                             | 23       |        |
| 21 septembre | John Crawford          | Acteur américain.                                                                                         | 90       |        |
| 21 septembre | Bernard Genoud         | Évêque du diocèse de Lausanne, Genève et Fribourg de 1999 à sa mort.                                      | 68       |        |
| 22 septembre | Jorge González         | Catcheur et joueur de basket-ball, argentin                                                               | 44       |        |
| 22 septembre | Vincent Guignebert     | Tapissier, peintre et graveur français                                                                    | 89       |        |
| 23 septembre | Fernando Riera         | Footballeur international chilien devenu entraîneur.                                                      | 90       | (es)   |
| 23 septembre | Jorge Briceño Suárez   | Guérillero colombien membre des Forces armées révolutionnaires de Colombie.                               | 57       |        |
| 24 septembre | Guennadi Ianaïev       | Homme politique russe qui participa au putsch d'août en 1991.                                             | 73       |        |
| 25 septembre | Houari Ouali           | Footballeur international algérien.                                                                       | 56       |        |
| 26 septembre | Jimi Heselden          | Homme d'affaires britannique, propriétaire de la société Segway.                                          | 62       |        |
| 26 septembre | Terry Newton           | Joueur de rugby à XIII anglais.                                                                           | 31       |        |
| 26 septembre | Michel Odasso          | Footballeur français                                                                                      | 62       |        |
| 26 septembre | Gloria Stuart          | Actrice américaine, célèbre pour avoir joué dans le film Titanic.                                         | 100      |        |
| 27 septembre | George Blanda          | Joueur de football américain.                                                                             | 83       |        |
| 27 septembre | Jean-Pierre Chapel     | Journaliste français, coprésentateur en direct du premier pas de l'homme sur la lune en 1969.             | 75       |        |
| 27 septembre | Pierre Guffroy         | Chef décorateur de cinéma français.                                                                       | 84       |        |
| 27 septembre | Ahmed Maher            | Homme politique et diplomate égyptien, ministre des Affaires étrangères de l’Égypte de 2001 à 2004.       | 75       |        |
| 27 septembre | Sally Menke            | Monteuse de films américaine.                                                                             | 56       |        |
| 28 septembre | Arthur Penn            | Réalisateur américain.                                                                                    | 88       |        |
| 29 septembre | Mamoutou Camara        | Musicien malien                                                                                           | 49 ou 50 |        |
| 29 septembre | Georges Charpak        | Physicien français, lauréat du prix Nobel de physique en 1992.                                            | 86       |        |
| 29 septembre | Tony Curtis            | Acteur, producteur et artiste peintre américain.                                                          | 85       |        |
| 29 septembre | Alain Dhénaut          | Réalisateur français de télévision                                                                        | 68       |        |
| 29 septembre | Greg Giraldo           | Comédien américain.                                                                                       | 44       |        |
| 30 septembre | Stephen J. Cannell     | Scénariste, producteur, acteur et réalisateur américain.                                                  | 69       |        |